# John Bonaventure Kwofie
John Bonaventure Kwofie CSSp. (ur. 26 kwietnia 1958 w Apowa) – ghański duchowny katolicki, arcybiskup Akry od 2019.

## Życiorys

### Prezbiterat
Święcenia kapłańskie przyjął 23 lipca 1988 w zgromadzeniu duchaczy. Przez kilka lat pracował duszpastersko w zakonnych parafiach. W latach 2001–2004 kierował zachodnioafrykańską prowincją duchaczy, a przez kolejne osiem lat był pierwszym zastępcą generała zakonu.

### Episkopat
3 lipca 2014 papież Franciszek mianował go biskupem ordynariuszem Sekondi-Takoradi. Sakry biskupiej udzielił mu 13 września 2014 kardynał Peter Turkson.
2 stycznia 2019 został mianowany arcybiskupem metropolitą Akry.